# Gurrë
Gurrë is na de gemeentelijke herinrichting van 2015 een deelgemeente (njësitë administrative përbërëse) van de Albanese stad (bashkia) Klos.
De deelgemeente bestaat uit de kernen Dom, Gurrë e Madhe, Gurrë e Vogël, Mishtër, Rripë en Shulbatër,